# Liban na Zimowych Igrzyskach Olimpijskich 1988
Liban na Zimowych Igrzyskach Olimpijskich 1988 w Calgary reprezentowało czterech zawodników. Wystartowali oni w narciarstwie alpejskim.
Był to jedenasty start Libanu na zimowych igrzyskach olimpijskich (poprzednie to 1948, 1952, 1956, 1960, 1964, 1968, 1972, 1976, 1980, 1984).

## Kadra

### Narciarstwo alpejskie

#### Mężczyźni
| Zawodnik        | Konkurencja | Konkurencja | Konkurencja       | Konkurencja              | Konkurencja              | Konkurencja              | Konkurencja                 | Konkurencja                 | Konkurencja                 | Konkurencja                 |
| Zawodnik        | Supergigant | Supergigant | Slalom gigant     | Slalom gigant            | Slalom gigant            | Slalom gigant            | Slalom specjalny            | Slalom specjalny            | Slalom specjalny            | Slalom specjalny            |
| Zawodnik        | Czas        | Pozycja     | Czas 1. przejazdu | Czas 2. przejazdu        | Czas łączny              | Pozycje                  | Czas 1. przejazdu           | Czas 2. przejazdu           | Czas łączny                 | Pozycja                     |
| --------------- | ----------- | ----------- | ----------------- | ------------------------ | ------------------------ | ------------------------ | --------------------------- | --------------------------- | --------------------------- | --------------------------- |
| Elias Majdalani | 1:47,58     | 32.         | 1:10,95           | 1:08,63                  | 2:19,58                  | 38.                      | Nie ukończył 1-go przejazdu | Nie ukończył 1-go przejazdu | Nie ukończył 1-go przejazdu | Nie ukończył 1-go przejazdu |
| Karim Sabbagh   |             |             | Dyskwalifikacja   | Nie ukończył konkurencji | Nie ukończył konkurencji | Nie ukończył konkurencji | 1:16,52                     | 1:10,15                     | 2:26,67                     | 40.                         |
| Toni Salame     |             |             | Dyskwalifikacja   | Nie ukończył konkurencji | Nie ukończył konkurencji | Nie ukończył konkurencji | 1:12,74                     | 1:04,23                     | 2:16,97                     | 34.                         |
| Pierre Succar   |             |             | Dyskwalifikacja   | Nie ukończył konkurencji | Nie ukończył konkurencji | Nie ukończył konkurencji | Dyskwalifikacja             | Nie ukończył konkurencji    | Nie ukończył konkurencji    | Nie ukończył konkurencji    |